# Xã Miller, Quận Woodbury, Iowa
Xã Miller (tiếng Anh: Miller Township) là một xã thuộc quận Woodbury, tiểu bang Iowa, Hoa Kỳ. Năm 2010, dân số của xã này là 251 người.